# مانابو ناکامورا
مانابو ناکامورا (ژاپنی: 中村 学؛ زادهٔ ۲۶ ژوئن ۱۹۷۷) یک بازیکن فوتبال اهل ژاپن است.
از باشگاه‌هایی که در آن بازی کرده‌است می‌توان به باشگاه فوتبال وگالتا سندای اشاره کرد.